# ГКПП Олтоманци
Граничен контролно–пропускателен пункт Олтоманци (накратко ГКПП Олтоманци) е български контролно-пропускателен пункт.
Разположен е на границата на България със Сърбия. От сръбска страна граничен контрол се осъществява на ГКПП Рибарци в Община Босилеград, Пчински окръг.
Отстои на около 30 км северозападно от Кюстендил и на ок. 4 км от най-близкото българско населено място Долно Уйно. Намира се на пътя Кюстендил - с. Долно Уйно - ГКПП Олтоманци - ГКПП Рибарци - с. Млекоминци - с. Радичевци - с. Райчиловци - Босилеград.
През 2006 г. преминалите границата са били 78 000 души, а през следващите 2 години те са около 57 000, сочат данните на Регионална дирекция „Гранична полиция“ – Драгоман.